# 3637 O'Meara
3637 O'Meara је астероид главног астероидног појаса са пречником од приближно 13,10 .
Афел астероида је на удаљености од 2,876 астрономских јединица (АЈ) од Сунца, а перихел на 2,232 АЈ.
Ексцентрицитет орбите износи 0,126, инклинација (нагиб) орбите у односу на раван еклиптике 14,326 степени, а орбитални период износи 1490,955 дана (4,082 године).
Апсолутна магнитуда астероида је 12,10 а геометријски албедо 0,148.
Астероид је откривен 23. октобра 1984. године.